# Iglesia de Santiago, Estocolmo
La Iglesia de Santiago (en sueco: Sankt Jacobs kyrka) es una iglesia en el centro de Estocolmo, Suecia, dedicada al apóstol Santiago el Mayor, santo patrón de los viajeros.
Posiblemente la iglesia más céntrica de la capital sueca, rodeada por el popular parque Kungsträdgården, la Ópera Real, la plaza Gustavo Adolfo ; y cerca de la plaza Sergel, el Palacio Real y la oficina gubernamental Rosenbad, la parroquia de la iglesia se limitó a 150 almas a fines de la década de 1980 y, por lo tanto, se fusionó con la parroquia de la Catedral de Estocolmo en 1989. Un busto del tenor sueco Jussi Björling (1911-1960) se encuentra afuera.
La iglesia tardó mucho tiempo en completarse. Como consecuencia, incluye una amplia gama de estilos arquitectónicos, como el gótico tardío, el Renacimiento y el Barroco . El edificio se basa en el diseño de varios arquitectos a lo largo de los siglos: Willem Boy (1580–93), Hans Ferster (1635–43), Göran Joshuae Adelcrantz y Carl Hårleman (1723–35), Carl Möller y Agi Lindegren (1893– 94).

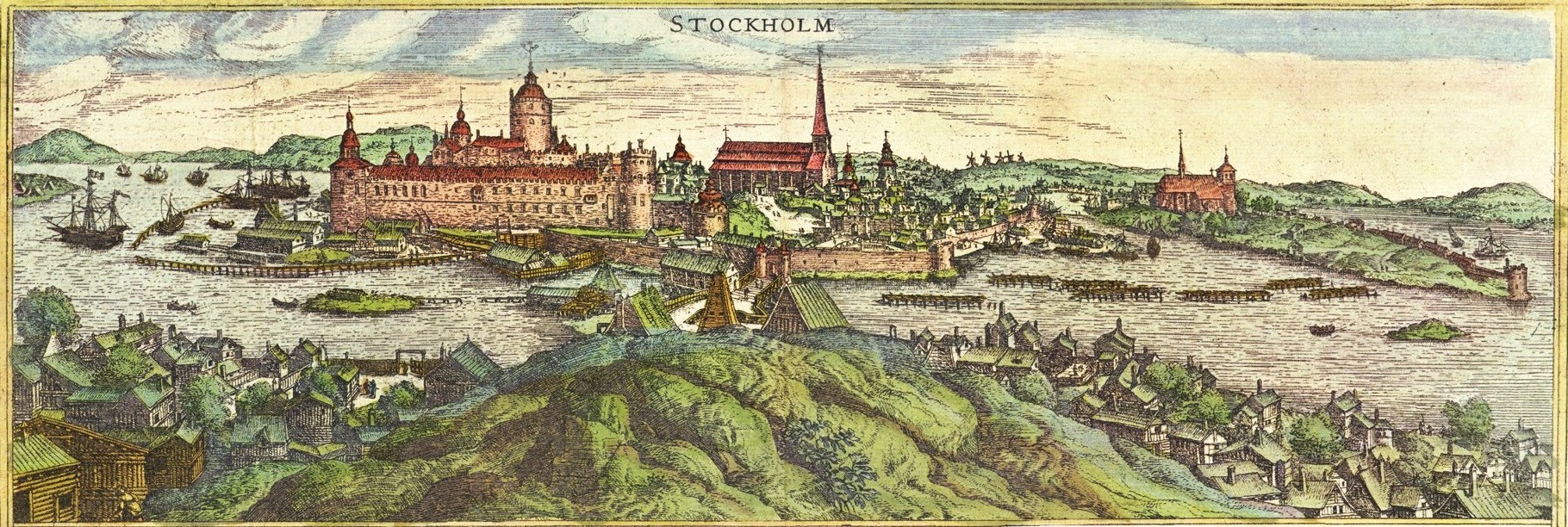
El frontón occidental de la iglesia medieval todavía está presente en el extremo izquierdo de esta vista de Estocolmo de alrededor de 1580.
Placa de cobre de Frantz Hogenberg.

El origen de la iglesia se remonta a una capilla perteneciente a la parroquia de Solna (el municipio de Solna ahora es uno de los suburbios de Estocolmo) y en ese momento construida en las afueras de la parroquia. Se menciona por primera vez en 1311, y las excavaciones arqueológicas en 1948 y una más reciente documentaron su ubicación justo al sur de la iglesia actual y las reconstrucciones mostraron que su extensión se limitaba a 8 × 13 metros. Se cree que la parroquia en sí es aproximadamente un siglo más joven que la capilla, ya que la iglesia se menciona por primera vez como ecclesia parrochialis en la década de 1430. Con fines defensivos, el rey Gustav Vasa ordenó la demolición de la iglesia, junto con otras iglesias en las colinas que rodean la ciudad medieval, después de la Reducción en 1527. Por lo tanto, se cree que la iglesia fue construida en ladrillo en lugar de madera, ya que el rey necesitaba ladrillos para sus estructuras defensivas.

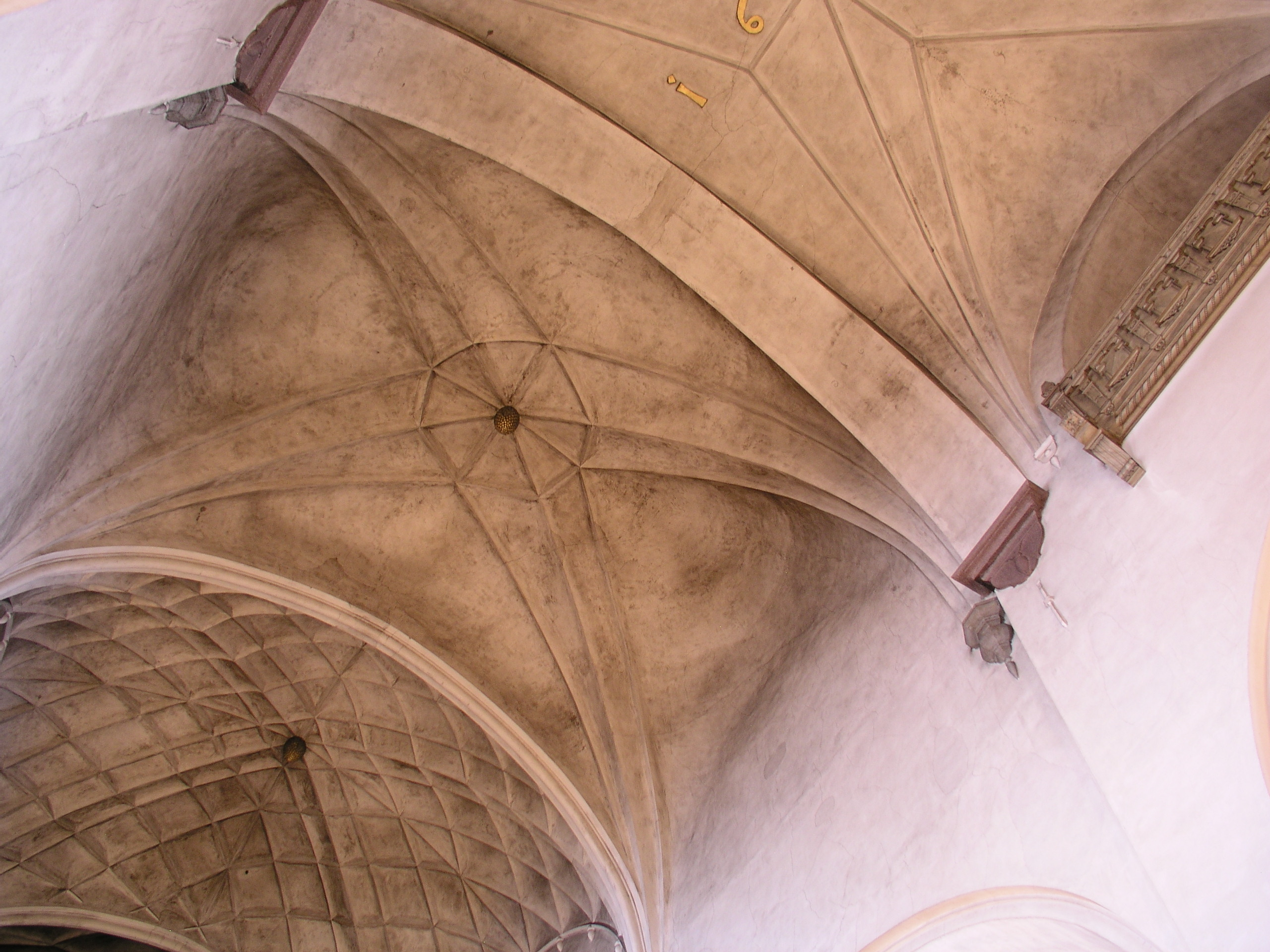
Presente bóvedas variadas

Sin embargo, en 1580 el rey Juan III ordenó la reconstrucción de una iglesia en el mismo lugar, como parte de su intento de incorporar el conglomerado urbano de las cordilleras del norte a la ciudad. La construcción de la iglesia actual fue dirigida por el maestro de obras Heinrich van Huwen y comenzó en 1588. Tal como se completó en el momento de la muerte de Juan III, el diseño de Willem Boy (c. 1520-1592) incluía una nave central flanqueada por dos pasillos altos que descansaban sobre columnas de piedra arenisca .
Las intenciones de Carlos IX de hacer de los suburbios del norte (hoy Norrmalm) una ciudad independiente le motivaron a ordenar que la iglesia se alargara en dos bahías en 1630. El primer gobernador de Estocolmo, Klas Flemming, empleó al maestro albañil Hans Ferster y al cantero Heinrich Blume en 1633, lo que dio como resultado que las bóvedas de crucería estrellada se completaran en 1642. Al año siguiente, Blume comenzó el pórtico sur junto con los frontones renacentistas de los transeptos, destruidos más tarde en el incendio de 1723. La iglesia finalmente pudo ser inaugurada el 26 de noviembre de 1643, en presencia de la reina Cristina . En ese tiempo, las crestas del norte de Estocolmo se habían dividido en dos parroquias (la otra era la de la iglesia de Klara ) separadas por el esker Brunkebergsåsen en dirección norte. Sin embargo, el interior de la iglesia solo se completó parcialmente y se agregó una sacristía en 1698.

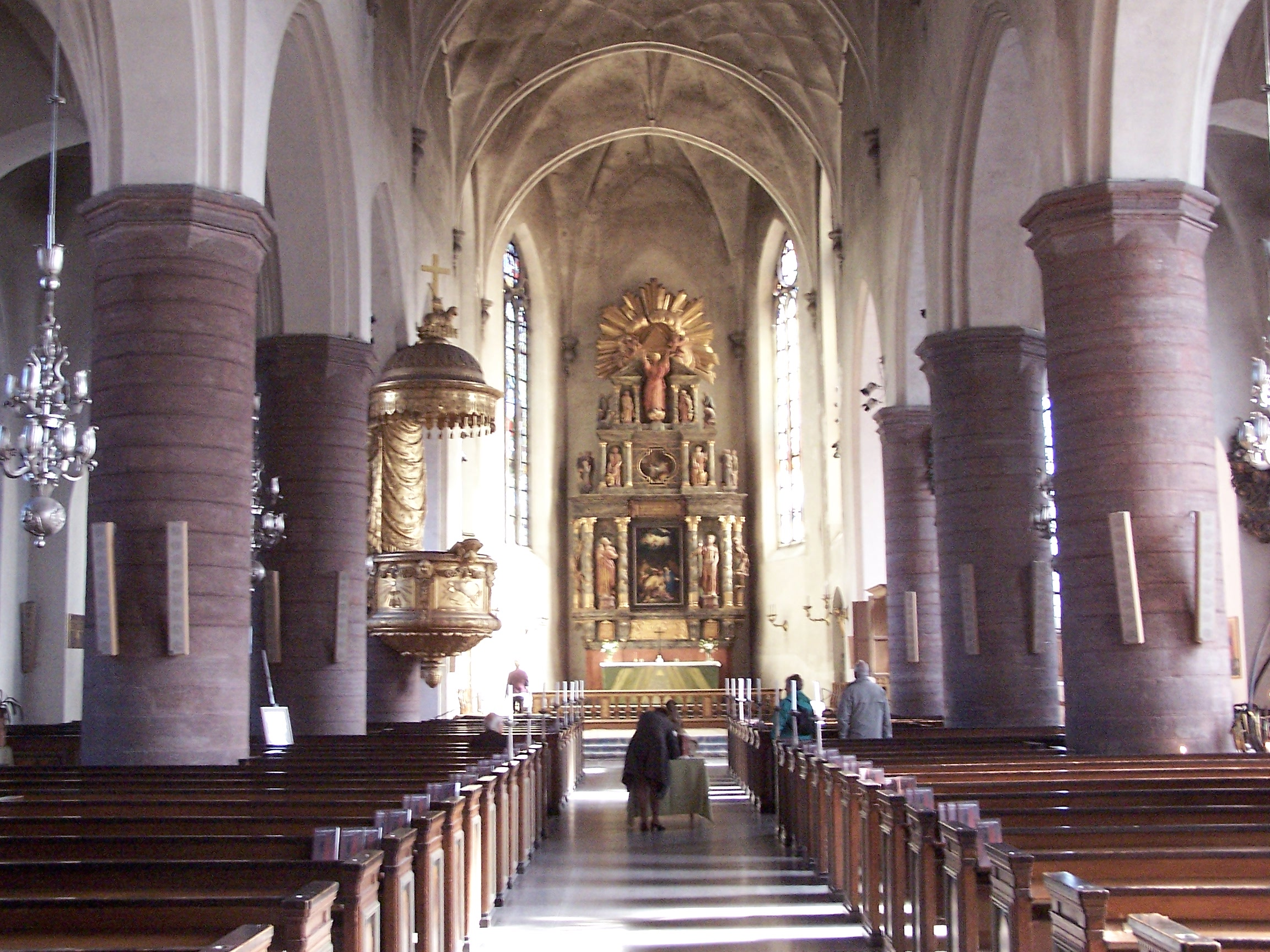
La nave

Un incendio destruyó el techo en 1723. Una nueva torre central diseñada por Göran Joshuae Adelcrantz fue inaugurada en 1739. Los numerosos campanarios de la iglesia fueron diseñados por Carl Hårleman . El exterior fue repintado en un color blanco grisáceo en la década de 1770.
Durante el siglo XIX, la mayor parte del interior del siglo XVII fue reemplazado apresuradamente, incluidas las galerías sur y norte, el retablo y la galería del órgano. Las quejas de la parroquia con respecto a la ahora oscura iglesia, hicieron que las galerías fueran reconstruidas de nuevo en 1825. La iglesia comenzó a usar calefacción central en 1850 e iluminación de gas en 1862: las 1.450 llamas superan a cualquier otra iglesia en Estocolmo. Todas estas modificaciones fueron, sin embargo, restauradas por el trabajo de Carl Möller, que favoreció un estilo neorrenacentista nacionalista romántico en Suecia llamado Vasa-renässans y Agi Lindegren, que trabajó en una multitud de estilos adaptados a varios contextos. Así, las galerías se reformaron en estilo neobarroco y la iglesia se dotó de luz eléctrica.
Una restauración exterior en 1910 le dio a la iglesia un nuevo techo de cobre y un zócalo de piedra arenisca. Una nueva restauración en 1932-1937 resultó en el interior actual bastante desnudo, sin cambios desde entonces, excepto una restauración menor en 1969.